# جعفرآباد سرنی
جعفرآباد سرنی، روستایی در دهستان توکهور بخش توکهور شهرستان میناب در استان هرمزگان ایران است.

## جمعیت
بر پایه سرشماری عمومی نفوس و مسکن در سال ۱۳۹۵، جمعیت این روستا برابر با ۵۳۹ نفر (۱۴۲ خانوار) بوده‌است.